# Panphagia protos

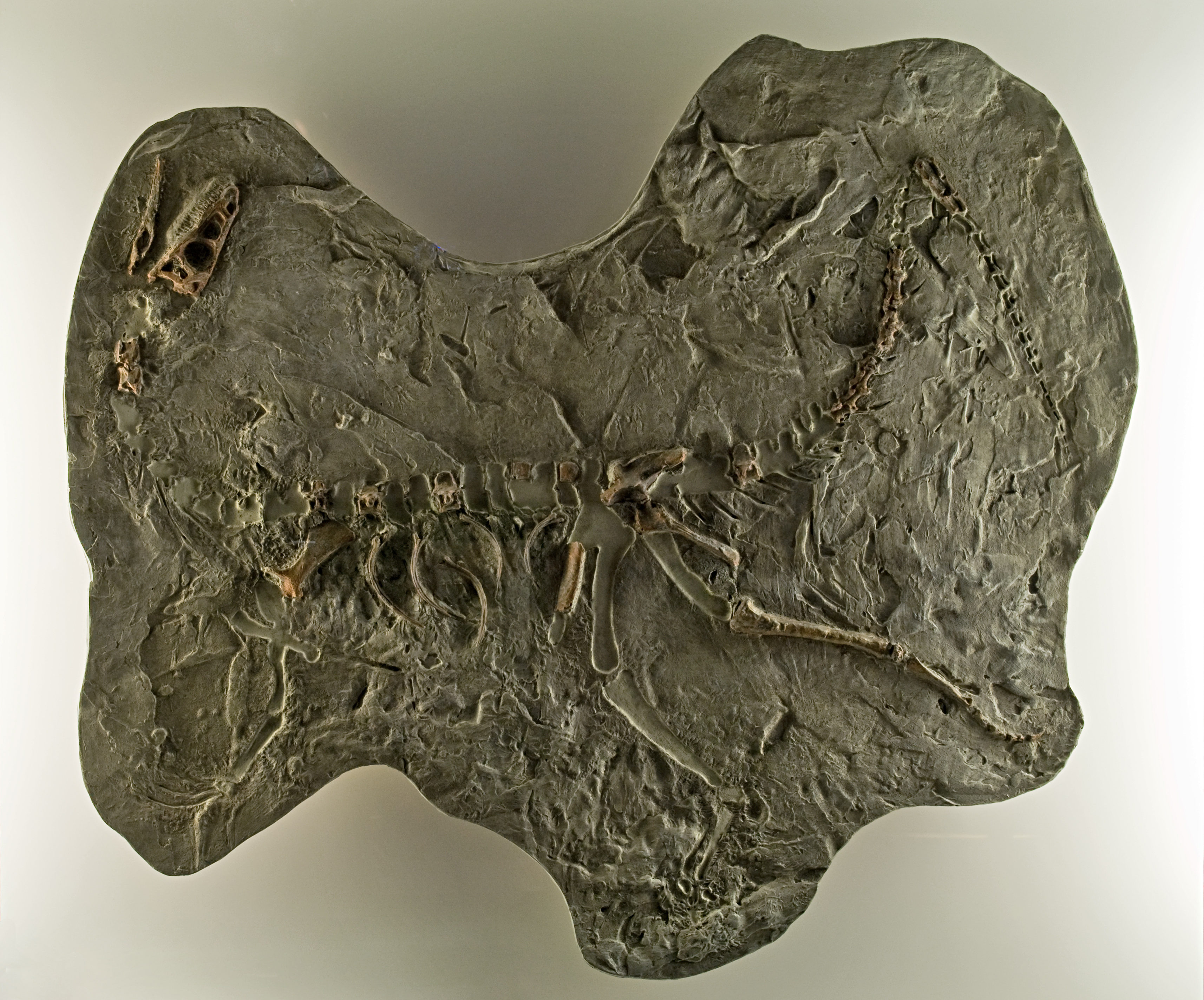
Fossile di Panphagia

Panphagia protos è un dinosauro sauropodomorfo i cui resti fossili sono stati scoperti nel 2006 nella formazione di Ischigualasto, in Argentina, e descritti scientificamente nel 2009 da Ricardo N. Martínez e Oscar A. Alcober.
L'animale visse circa 228,3 milioni di anni fa, nel Carnico.
Il nome del genere (dal greco pan, tutto, e phagein, mangiare) allude alla dieta onnivora, mentre il nome della specie (greco protos, primo) al fatto che è presentata come la specie più primitiva conosciuta sinora all'interno dei sauropodomorfi.
Per l'esemplare che fa da olotipo per la specie è stata stimata una lunghezza di m 1,30.